# St. Vitus (Weichering)
St. Vitus ist die katholische Pfarrkirche in Weichering im oberbayerischen Landkreis Neuburg-Schrobenhausen.

## Kirchengeschichte

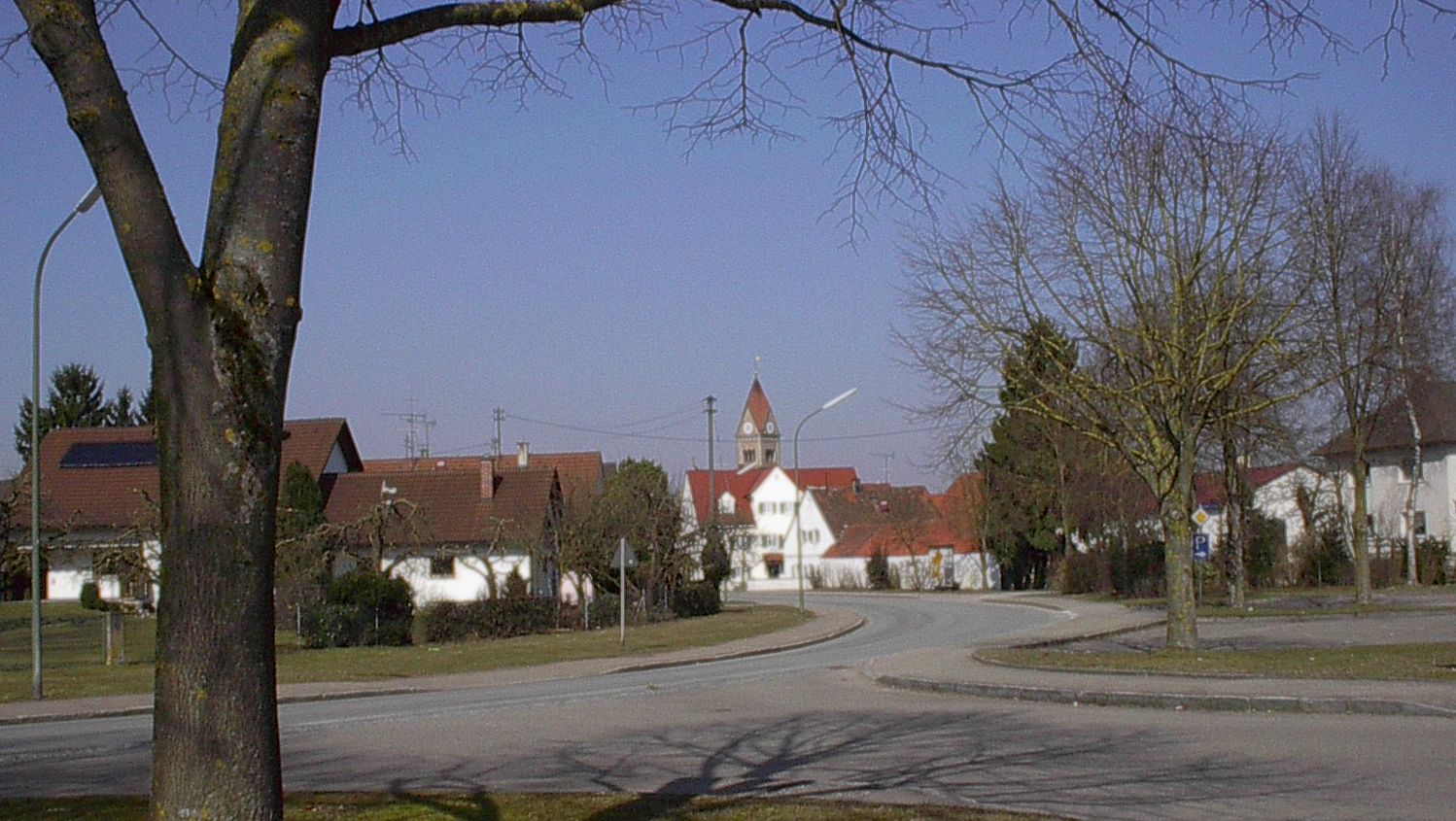
Ein Blick auf den Ort Weichering

Die Kirche ist dem heiligen Vitus geweiht. Ein Gotteshaus in Weichering wird erstmals im Jahre 1316 in einer Urkunde erwähnt. Zum Pfarrsprengel in Weichering gehörte der Ort selbst, aber auch Hagau, Lichtenau, der Haghof bei Rohrenfeld, sowie die Orte Rohrenfeld und Bruck.
Herzog Georg der Reiche von Landshut stiftete 1494 in Ingolstadt das Collegium Georgianum für den Priesternachwuchs. 1496 verlieh der Herzog dem Georgianum das Patronatsrecht für Weichering. Dies bedeutete unter anderem, dass es das Präsentationsrecht (Vorschlagsrecht) für die Geistlichen in dieser Pfarrei innehatte. Im Mai 1800 wurde das Georgianum zusammen mit der Universität Ingolstadt nach Landshut verlegt und 1826 kamen beide Institutionen nach München. Das Georgianum besteht immer noch als Priesterseminar. Das Vorschlagsrecht für die Geistlichen besitzt das Münchner Priesterseminar bis heute.

### Alte Kirche

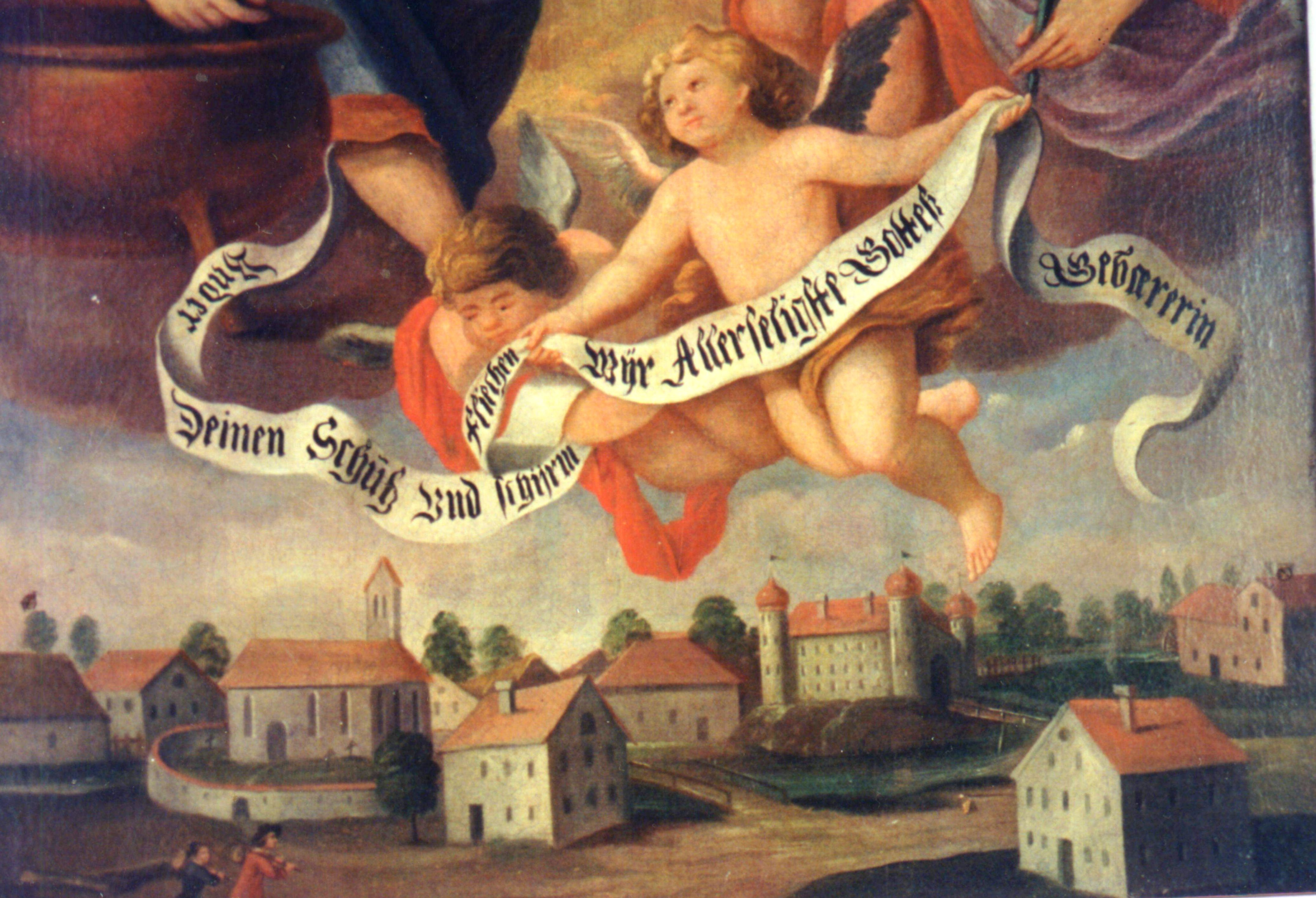
Die alte Kirche und das Schloss auf einem erhaltenen Altarblatt

Während des Dreißigjährigen Krieges sollen die Schweden die Kirche in Weichering stark beschädigt haben. 1649 ist festgehalten, dass vor allem die Sakristei einsturzgefährdet war. 1675 war das Kirchendach schadhaft, es regnete herein und die „Kirchen ornamenta“ litten darunter.
Erst 1725 bewegte sich unter Pfarrer Georg Miller etwas hinsichtlich einer Renovierung. Kirchturm und Kirche bekamen einen neuen Dachstuhl, auch innen wurde Hand angelegt. Hierzu wurden Eichen aus dem Heilingholz gefällt, doch zum größten Teil wurde das Bauholz aus dem Niederarnbacher Forst gekauft. Der Seelsorger finanzierte die Arbeiten zum Teil aus eigenen Mitteln, teils aus Sammlungen.
Am 10. März 1847 war der Zustand der Kirche wiederum sehr schlecht, große Schneemassen und Stürme hatten dem Gebäude stark zugesetzt. Bei einer Verzögerung der Reparatur würde auch das Leben der Kirchenbesucher gefährdet, ist in einem Zustandsbericht festgehalten. Die südliche Längswand war stark nach innen gedrückt und die nördliche nach außen, es stand eine Einsturzgefahr zu befürchten. Dennoch kam es nicht zu einem Kirchenbau.

### Kirchenneubau

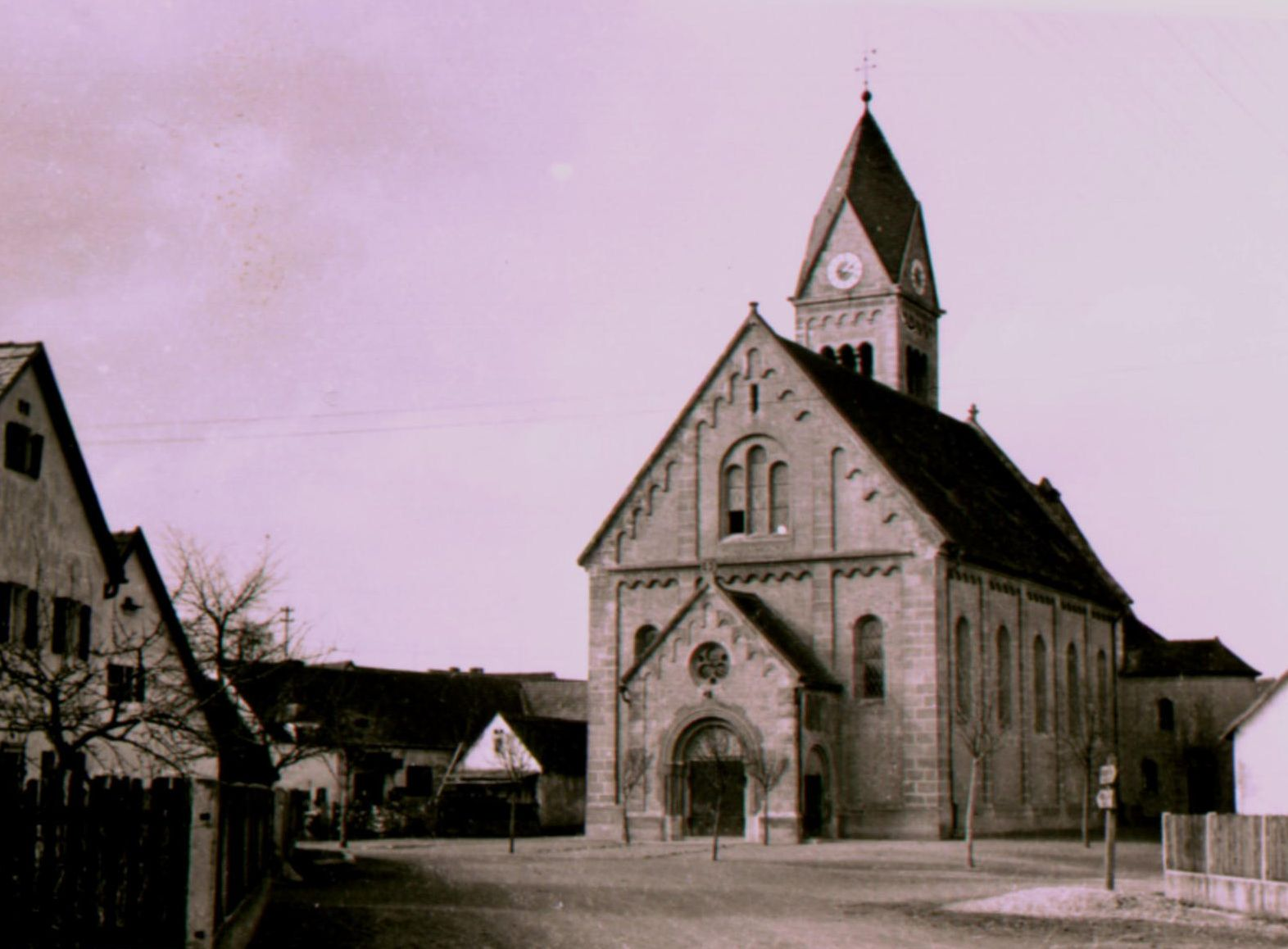
Die Pfarrkirche etwa um 1950

1887 übernahm Pfarrer Bernhard Käufel die Pfarrei Weichering. Die Kirche war zu jener Zeit baufällig, der Hochaltar war nicht mehr zu gebrauchen, die Orgel unspielbar und die Betstühle zum Teil verbrannt.
1894 gründete Käufel einen Kirchenbauverein und legte damit den finanziellen Grundstein für den Kirchenbau. Die Platzfrage war das nächste Problem, es musste ein neues Grundstück gefunden werden. Am 2. Mai 1898 schrieb der Pfarrer in einem Brief: „Meine Kirche treibt mich herum wie von einer Tarantel gestochen, finde keine Rast und keine Ruh und – keinen Ausweg wegen Mangel eines Bauplatzes.“
Doch diese Schwierigkeiten konnten überwunden werden. Am Samstag, den 15. Juni 1901 feierte die Pfarrgemeinde am Patrozinium „St. Vitus“ die Grundsteinlegung des neuen Gotteshauses im Zentrum des Dorfes. Die Bauarbeiten hatten zu diesem Zeitpunkt schon begonnen, die Fundamente waren bereits ausgeschachtet.
Während der Bauarbeiten wurde Pfarrer Käufel 1901 als Domkapitular nach Augsburg berufen. Sein Nachfolger Pfarrer Joseph Thuma sollte das Werk vollenden.
Am Samstag, 18. Juli 1903, erfolgte die Weihe der neuen Kirche durch den Augsburger Bischof Maximilian von Lingg. Bereits am Freitag wurden in einer feierlichen Prozession die Reliquien von der alten in die neue Kirche gebracht. Bischof Lingg übernahm den Weiheakt unter der Assistenz von 16 Geistlichen. Domkapitular Bernhard Käufel war als Festprediger anwesend.
Der Kirchenbau kostete statt der zunächst veranschlagten 76.000 Mark insgesamt über 90.000 Mark, ohne die unentgeltlich geleisteten Hand- und Spanndienste mit einzurechnen. Ein Großteil davon wurde durch ein von der Gemeinde aufgenommenes Darlehen finanziert, das Anfang der 1940er Jahre vollständig zurückgezahlt war.

### Kirchenbeschreibung

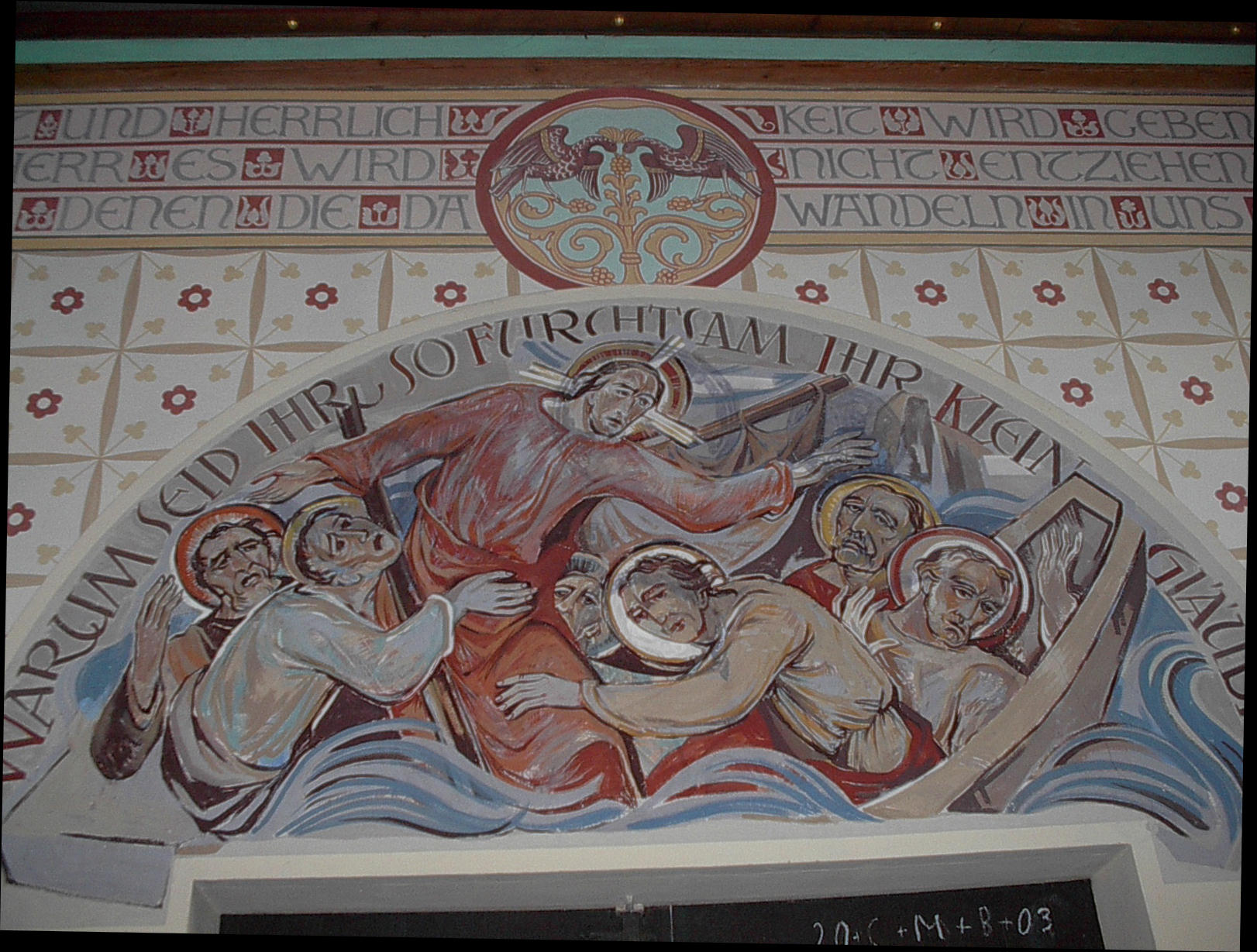
In der Eingangshalle der Kirche der See Genezareth aus der Renovierung von 1956

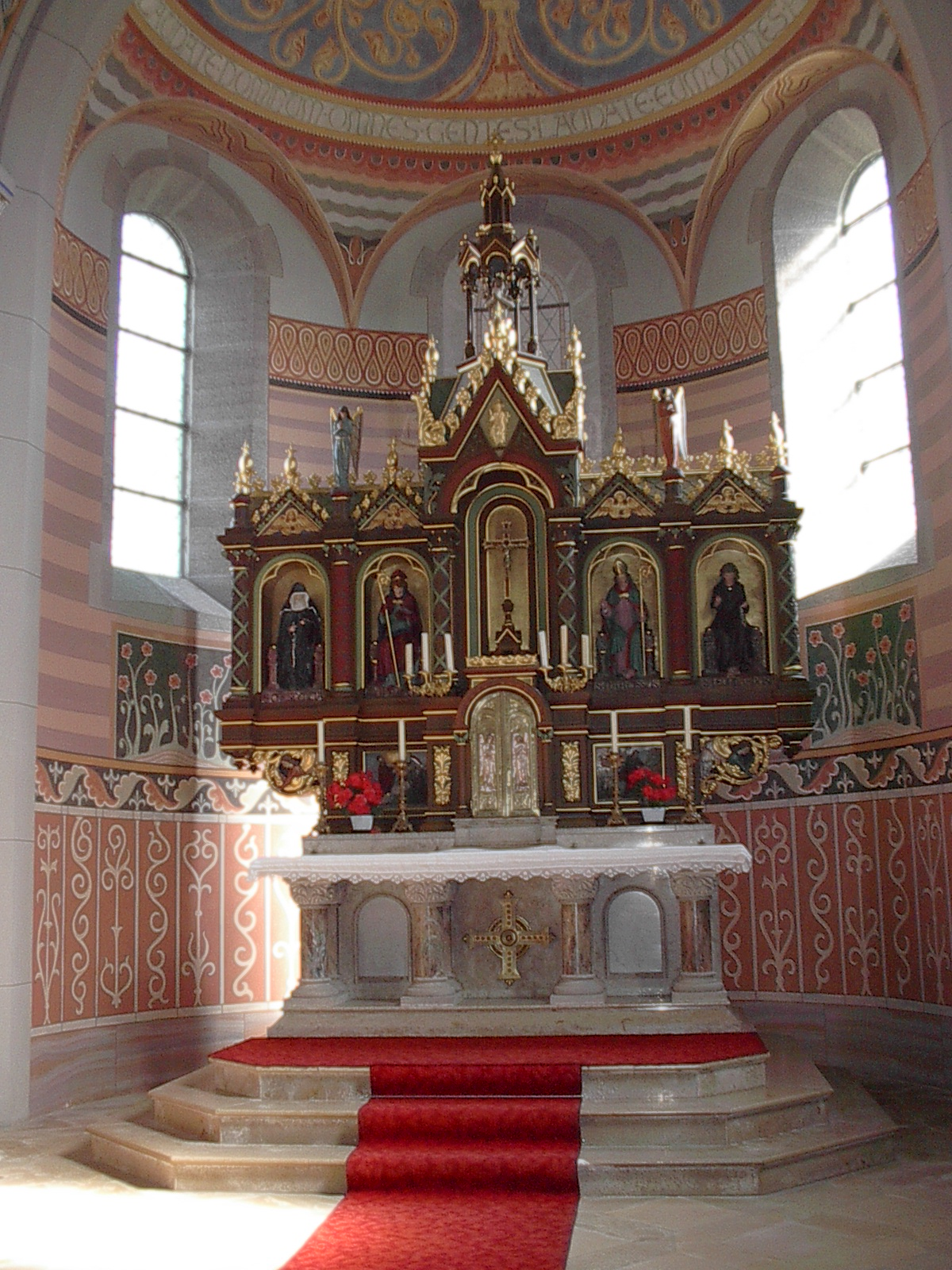
Der Hochaltar in der Pfarrkirche Weichering seit der Renovierung von 1989

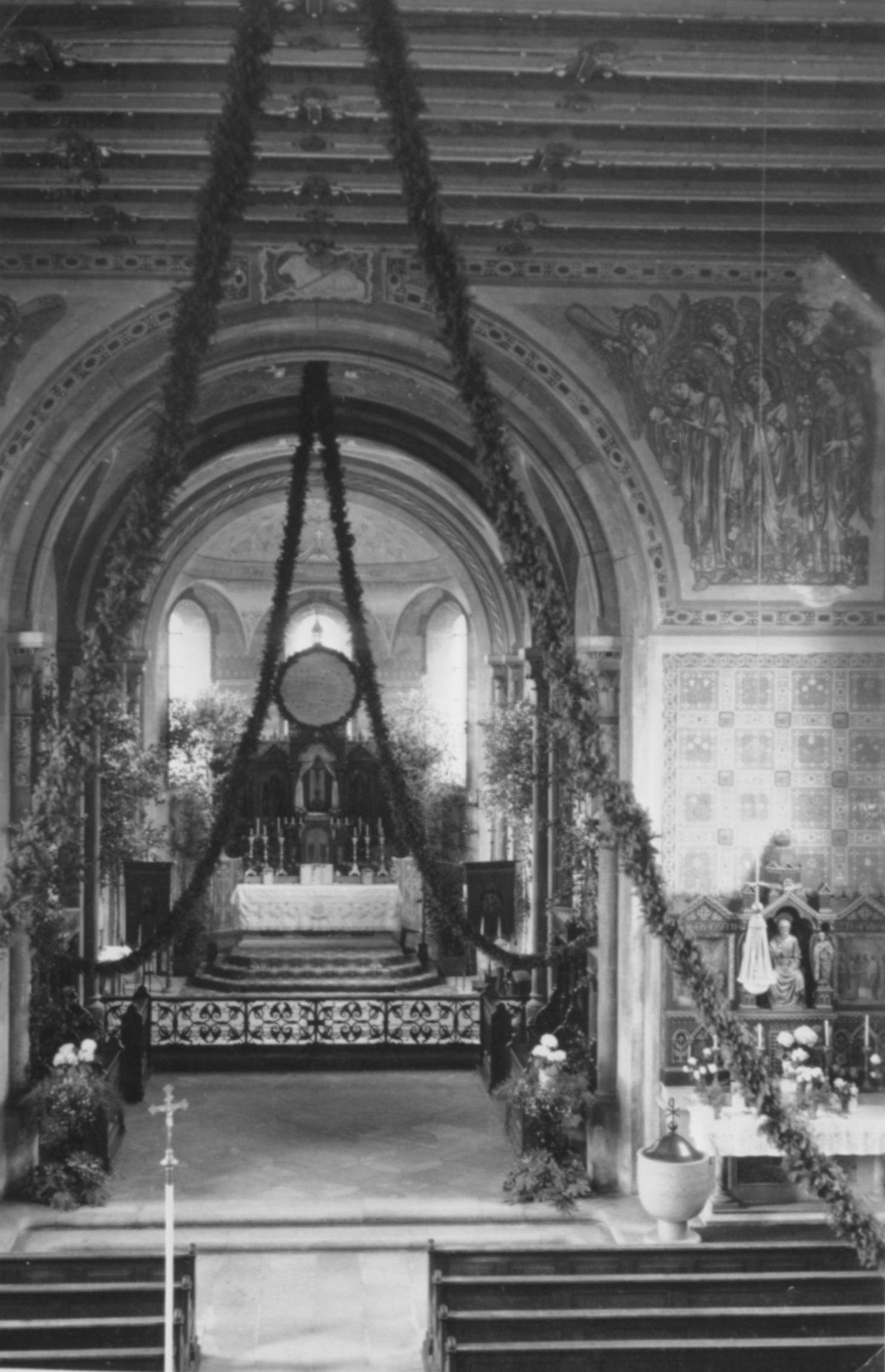
Weicheringer Kirche, geschmückt zum 50-jährigen Jubiläum

Die Kirche St. Vitus bildet das Wahrzeichen von Weichering. Sie zeigt sich von außen als ein unverputzter roter Klinkerbau im neuromanischen Stil, was ungewöhnlich für diesen Landstrich anmutet. Der Kirchturm wird von einer Rhombenhaube bekrönt.
Der Kirchvorplatz wurde in den Jahren 2005 und 2006 neu gestaltet. Auch das Kriegerdenkmal aus den fünfziger Jahren in der unmittelbaren Nähe der Kirche wurde durch ein neues ersetzt.
Die Vorhalle ist mit massiven Eichentüren ausgestattet. Links und rechts über den beiden Eingangstüren ist die Vorhalle geschmückt mit den beiden Apostelfürsten Petrus und Paulus. Über dem großen Eingang befindet sich ein Bild vom See Genezareth. Das Innere der Kirche ist mit drei Altären bestückt. Am Hochaltar findet sich eine Darstellung des Schutzpatrons St. Vitus, diese Figur stammt noch aus der Vorgängerkirche. Links davon steht ein Muttergottesaltar und rechts einer des Heiligen Josef. Der Reichsfreiherr Theodor von Cramer-Klett jun. stiftete den Hochaltar, er galt als ein Freund von Pfarrer Käufel. Für die Wandmalerei bekam der Münchner Künstler und Jugendstilmaler Franz Hofstötter (1871–1958) den Auftrag. Der Bildhauer und Kunstprofessor Sebastian Osterrieder (1864–1932) schuf die Altäre. Osterrieder wurde wegen seines Krippenschaffens auch „Krippen-Wastl“ genannt. Wohl aus diesem Grunde sind im Marienaltar eine Krippenszene und die Flucht nach Ägypten als Holzreliefs eingefügt.
Im Jahr 1956 fiel einer großen Renovierung vieles von der Kirchenausstattung zum Opfer. Die Altaraufbauten wurden entfernt, die Kirchenwände übermalt und Bilder in Fliesenmosaik gestaltet, darunter auch der Kirchenpatron St. Vitus. Der Kunst- und Kirchenmaler Michael P. Weingartner aus Pfaffenhofen hatte diesmal den Auftrag bekommen. Über dem Hochaltar wurde Christus als König angebracht, geschmückt mit einem farbenprächtigen Königsmantel. Die gesamte Renovierung wurde damals als gut gelungen bezeichnet und die Rede war von einer Sehenswürdigkeit in der hiesigen Kirche.
Da die veränderte Ausstattung jedoch wenig Anklang fand, wurde 1987 abermals eine Renovierung eingeleitet. In zweijähriger Arbeit wurden die ursprünglichen Gemälde wieder freigelegt und das Innere der Kirche wurde wieder in den Zustand von 1903 versetzt.
Zum Abschluss der Renovierung bekam der Sakralbau noch einen Volksaltar aus Juramarmor, den der akademische Bildhauer Franz Hämmerle aus Windach/Ammersee schuf. Im Volksaltar wurden die Reliquien der heiligen Christina und anderer Märtyrer in dem Stein versiegelt.

### Antoniuskapelle

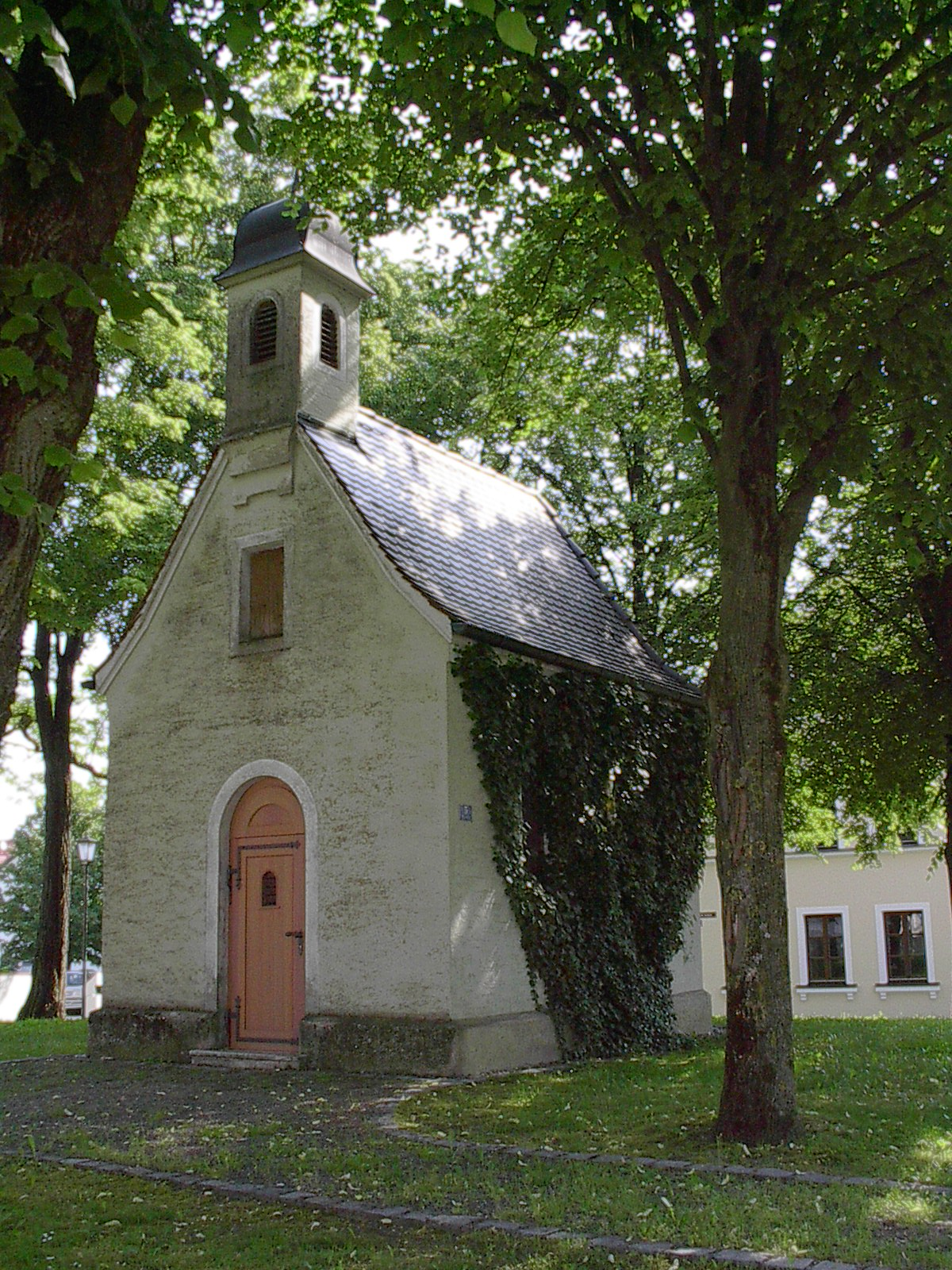
Die Antoniuskapelle am Platz der einstigen Kirche

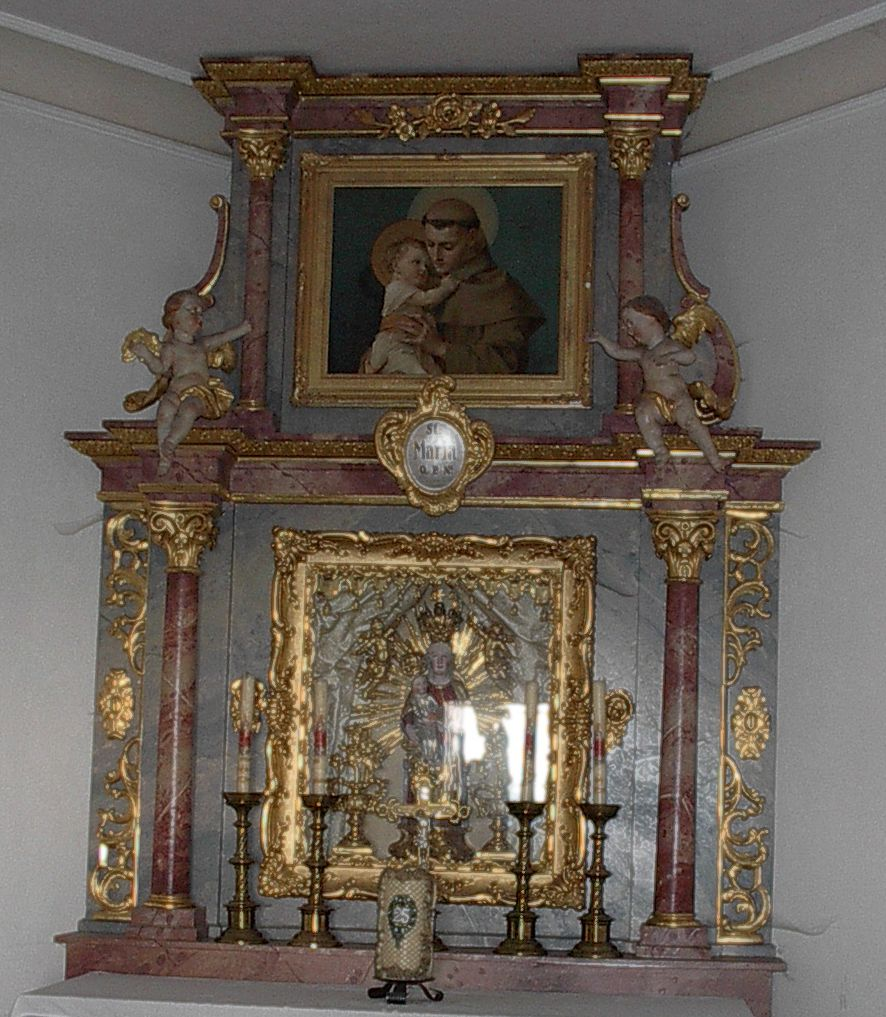
Der Altar der Antoniuskapelle mit St. Anton und der Marienstatue

Die kleine Kapelle, St. Anton geweiht, steht auf dem Platz der alten Kirche. Pfarrer Josef Thuma war Ideengeber, Initiator und Bauherr.
Um Kosten zu sparen, diente das Turmfundament als Grundmauer. Das Abbruchmaterial des Turmes war wieder Baumaterial, ebenso wurde alles verwendet, was noch brauchbar war, wie Holz oder Solnhofener Platten und Türstöcke. Mehrere Bürger erklärten ihre Bereitschaft, Hand- und Spanndienste zu leisten. Am 22. November 1905 genehmigte das Ordinariat in Augsburg das Bauvorhaben. Der Kapellenbauer konnte der Auflage nachkommen, den erforderliche Betrag von 810 Mark vor der Bauvergabe in bar zu hinterlegen. Im Frühjahr 1906 begann der Kapellenbau. Schon am 7. April 1906 stand der Rohbau, am 2. Januar 1907 war die Kapelle fertiggestellt.
Die Decke der Kapelle ziert ein ehemaliges Altarbild mit dem Weicheringer Schloss. Weiter fand eine Muttergottesstatue als Nachbildung der österreichischen Wallfahrtskirche Mariazell hier ihren Standort. Die Echtheit der Nachbildung ist im Pfarrarchiv belegt. In der Kapelle sind die Namen der Weicheringer Priester in Stein gemeißelt. Auf der Kapellenrückseite wird daran erinnert, dass bis 1903 an diesem Ort die Kirche stand und bis 1881 die Kirche von einem Friedhof umgeben war.
1912 erfolgte eine weitere Ergänzung, um die Kapelle wurde ein Kreuzweg errichtet. Die Entwürfe dazu kamen von Professor Klein aus München. Bei einer späteren Umgestaltung des Kapellenplatzes wurde der schadhafte Kreuzweg wieder entfernt. Das Gelände wurde um 2000 nochmals umgestaltet.

## Glocken

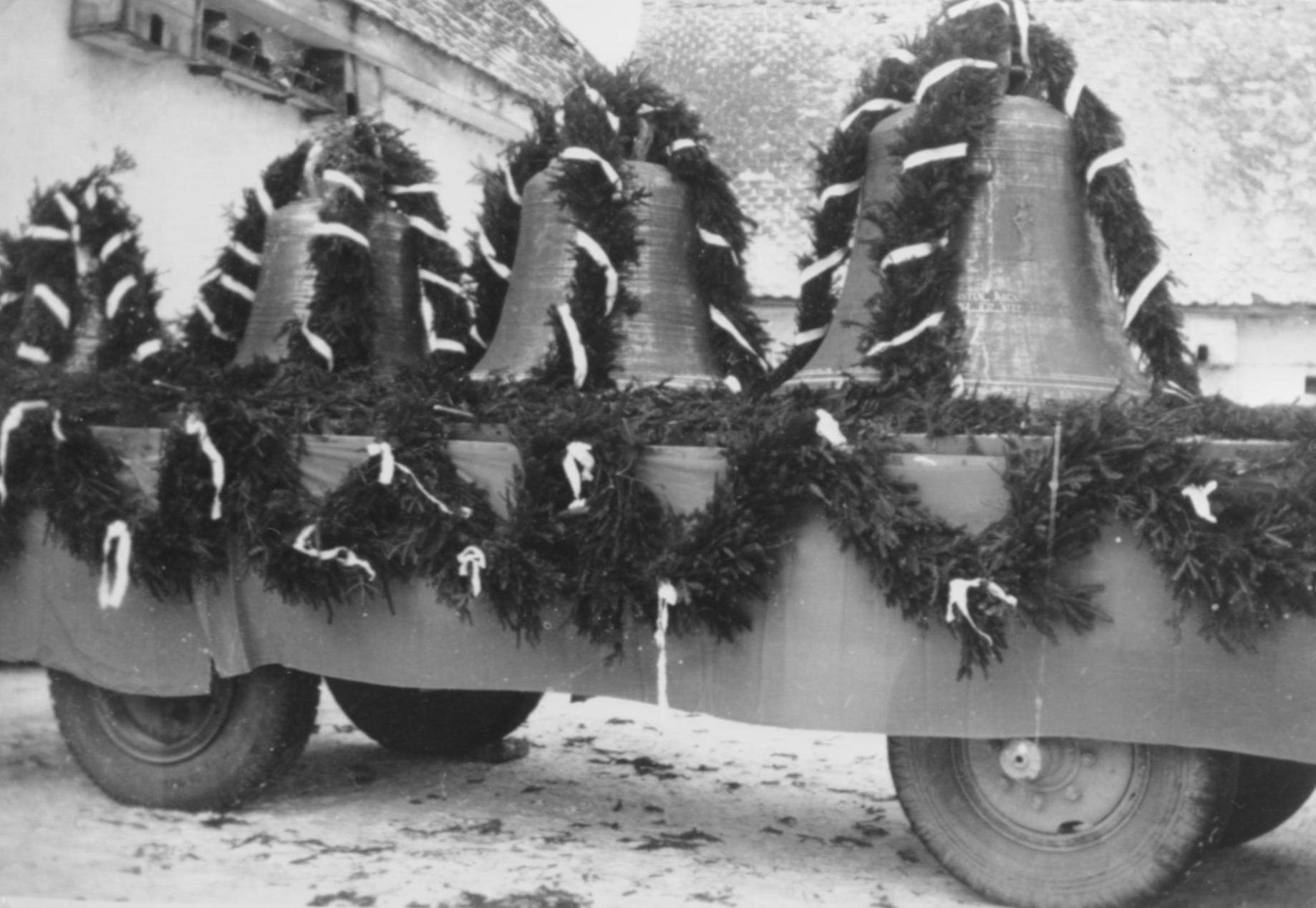
Die neuen Glocken vor der Weihe

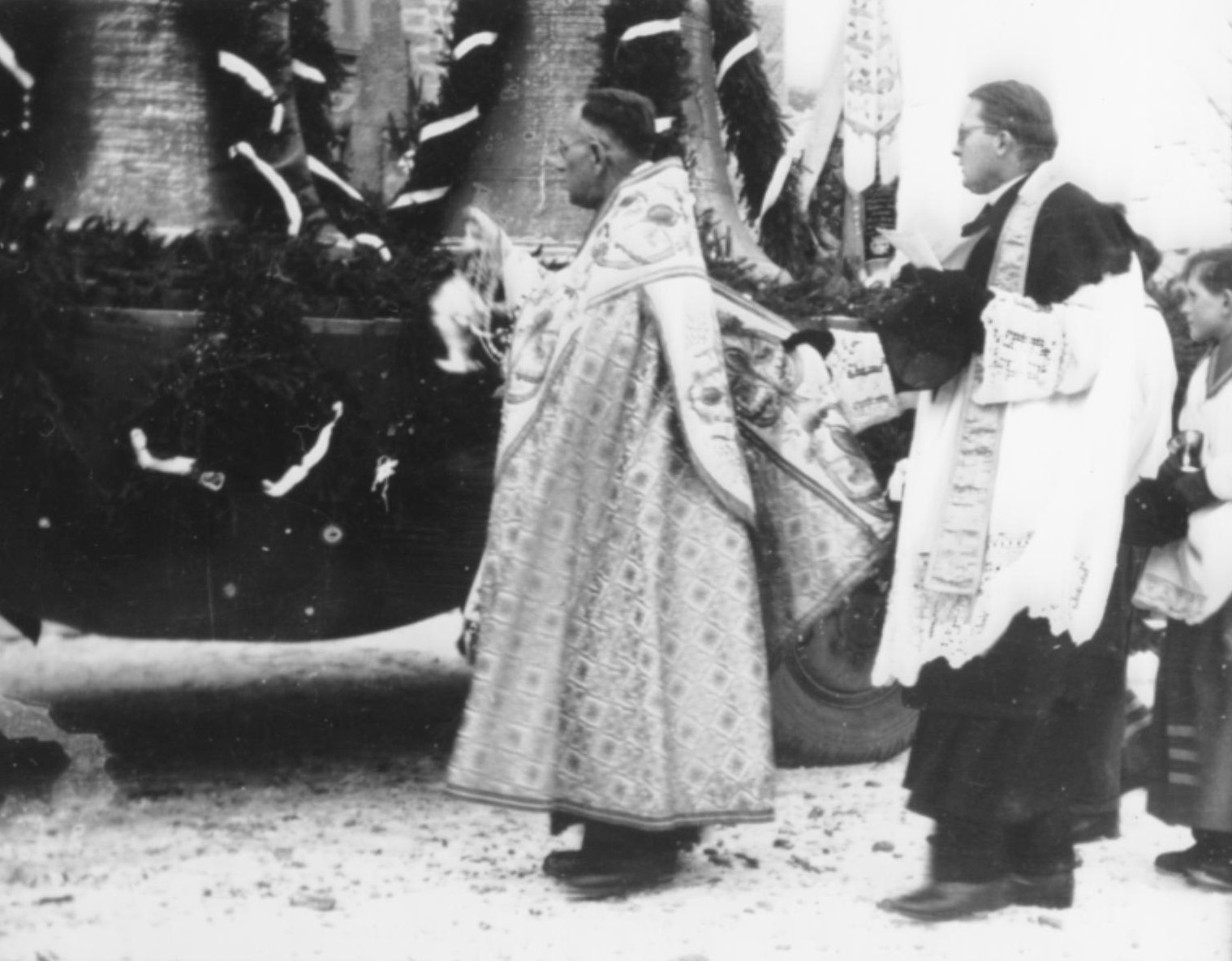
Die Weihe der neuen Glocken, links Pater X. Steinherr, rechts Pfarrer Paul Heggenstaller

Kirchenglocken werden zuerst 1599 erwähnt. Zu jener Zeit war die große Glocke zerbrochen, die kleine war ebenfalls schadhaft. Damit müssen am Ende des 16. Jahrhunderts mindestens zwei Glocken im Turm gehangen haben. Die beiden schadhaften Glocken wurden 1600 in eine einzige, acht Zentner (400 kg) schwere Glocke umgegossen. Hinzu kam eine der vier Glocken aus Bergheim, von denen stets nur drei geläutet wurden.
Im Jahr 1874 wurden drei neue Glocken angeschafft, die von der Glockengießerei Eduard Becker in Ingolstadt gefertigt wurden. Die große Glocke wog 776 kg und war dem Hl. Vitus geweiht, die zweite mit einer Masse von 450 kg dem Hl. Joseph und die dritte mit 260 kg der Mutter Gottes. Diese Glocken wurden 1903 in die neue Kirche übernommen. Pfarrer Kaeufel stiftete eine vierte von 150 kg hinzu, die der Heiligen Kreszentia von Kaufbeuren geweiht und vom Glockengießer Georg Bachmaier aus Ingolstadt gegossen wurde. Das Geläut hatte die Tonfolge F – A – C – D.
Im Ersten Weltkrieg blieben die Glocken verschont. Im Zweiten Weltkrieg mussten jedoch – ungeachtet Ersuchens und Einspruchs – die drei großen Glocken am 10. Juli 1942 vom Turm genommen und abgeliefert werden. Die Schalllöcher waren zu klein, um die beiden großen Glocken durch diese Öffnung ins Freie zu transportieren, daher wurden diese zwei im Turm zerschlagen. Kurz darauf sprang auch
die verbliebene vierte Glocke entzwei, wodurch das Geläute vollends verstummte.
Bereits kurz nach Kriegsende wurde Kupfer und Zinn für neue Glocken beschafft. Im Januar 1946 ließ der aus Weichering stammenden Salesianerpater Xaver Steinherr über den Domkapellmeister Theobald Schrems in Regensburg das benötigte Material im doppelten Gewicht des zuvor abgelieferten sammeln. Die Glockengießerei Karl Hamm in Regensburg erhielt den Auftrag, für Weichering fünf und für Lichtenau vier Glocken zu gießen sowie eine weitere Glocke nach Karlshuld zu liefern. Jedoch misslang der erste Guss im November 1946 aus ungeklärter Ursache, und so fand im Januar 1947 ein neuer Guss statt. Am 25. Januar wurden die neuen Glocken nach Weichering und Lichtenau gebracht und am nächsten Tag, einem Sonntag, erfolgte die Glockenweihe durch den Ortsgeistlichen Pfarrer Paul Heggenstaller unter der Assistenz von Pater Steinherr.
Da jedoch die Tonfolge nicht wie vereinbart stimmte, mussten zwei Glocken durch neue ersetzt werden. Der Neuguss erfolgte am 15. Mai 1948. Am 3. Juni kamen die neuen Glocken an, und am nächsten Abend ertönte das neue Geläut. Die Tonprüfung fiel diesmal zur Zufriedenheit aus. Das Urteil des Glockensachverständigen Domkapellmeister Reiser aus Augsburg lautete: „Das Plenum ergibt ein Gewoge von Haupt- und Nebentönen, das ebenso gesättigt ist von vollendeter Tonreinheit wie von vornehmer Klangpracht.“ Die Tonfolge ist D – F – G – A – C.
Die größte Glocke wiegt 1520 kg und trägt die Inschrift: Christus, König, Dir sei alle Ehre und Herrlichkeit. Die zweite Glocke wiegt 870 kg, ihr Text lautet: Hl. Vitus, Patron unserer Gemeinde, schütze und erhalte sie im christlichen Glauben. - Dem Erbauer der Kirche B. Käufel, Pfr. und geistl. Rat 1887 - 1901, J. Thuma, Pfarrer 1901 - 1914. Die dritte ist die Marienglocke mit 620 kg und der Inschrift: Königin des heiligen Rosenkranzes, Dir sei geweiht unsere Gemeinde und unsere bayerische Heimat. - Den Wohltätern der Kirche, Freiherr von Cramer - Klett, H. H. Prof. Dr. Schrems, H. H. Pater Steinherr X. Die vierte Glocke mit 360 kg ist die Josefsglocke mit der Inschrift: O Herr, gedenke aller unser lieben Verstorbenen, besonders der im Kriege 1914 - 1918 und 1939 - 1945 gefallenen Söhne unserer Gemeinde Weichering. Schließlich noch die kleinste mit 220 kg und dem Text: Hl. Schutzengel mein, laß mich dir empfohlen sein!.

## Nachmittagsläuten

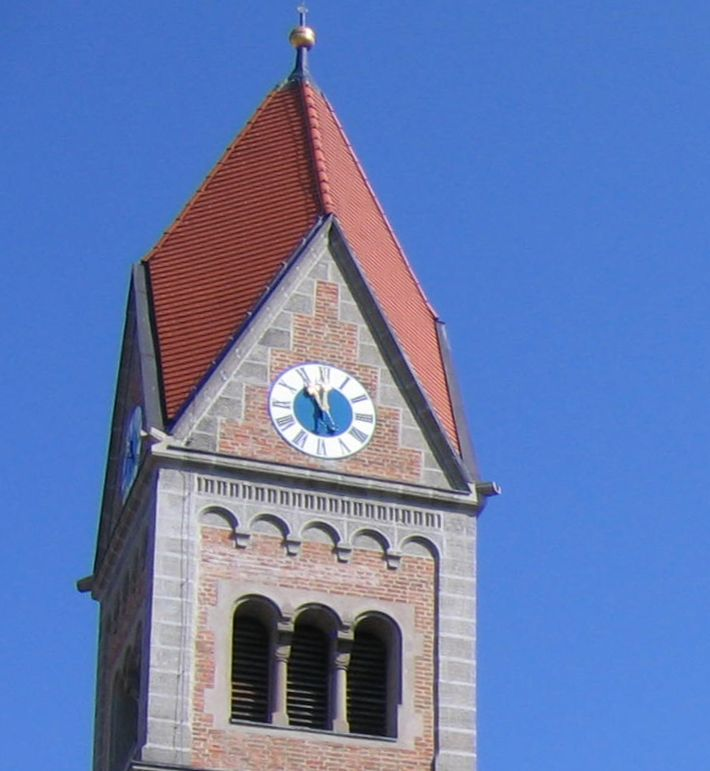
Täglich erklingen am Nachmittag zu Ehren der Edelleute die Glocken vom Turm

Einer Sage nach soll sich hier eine Adelstochter im Wald verlaufen haben. Als die Glocken läuteten, ging sie diesem Klang nach, hatte wieder eine Orientierung und kam bei Weichering heraus. Dafür bekam Weichering ein Stück Wald geschenkt.
Nachforschungen ergaben, dass sich darüber eine Notiz in den Kirchenakten befindet. Dort ist festgehalten: „Zu dem Schloss in Weichering gehörte der so genannte Branst, eine Waldung. Einer der Edelleute schenkte diese Waldung der Gemeinde mit der Bedingung, dass von Georgi bis Michaeli um 4 Uhr abends und von Michaeli bis Georgi nachmittags 3 Uhr mit zwei Glocken nacheinander geläutet und die Dorfbewohner verpflichtet seien, während des Läutens ein Vater unser, Ave Maria und Herr gib den Verstorbenen die ewige Ruhe, für die verstorbene Familie des Edelmanns zu beten.“
Niemand kann allerdings sagen, wann die Schenkung sich vollzogen hat. Das Läuten wird heute noch eingehalten, wenn auch nicht mehr die Gebete.

## Friedhof

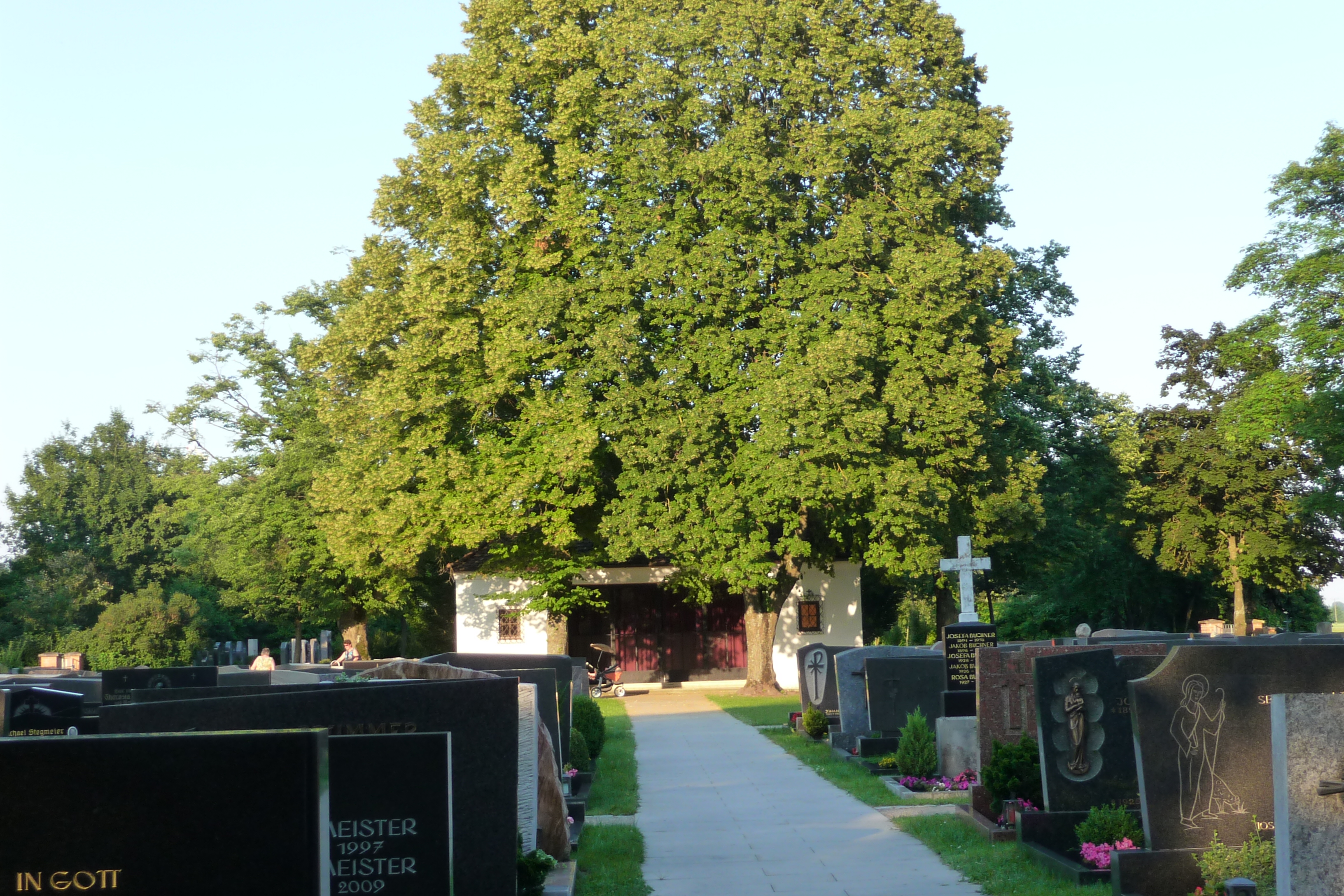
Der Friedhofseingang mit Leichenhaus

Bis 1881 lag der Friedhof in Weichering um die damalige Kirche am Kapellenplatz. Wegen Platzmangels musste am Ortsrand ein neuer Friedhof angelegt werden. Etwa um das Jahr 2000 wurde die Anlage um die Kapelle nochmals verändert. Eine Gedenktafel an der Kapelle erinnert heute noch an die dortige Kirche und den Friedhof von einst. Nach dem Zweiten Weltkrieg errichtete die Gemeinde auf dem neuen Friedhof ein Leichenhaus.

## Persönlichkeiten

### Domkapitular Bernhard Käufel

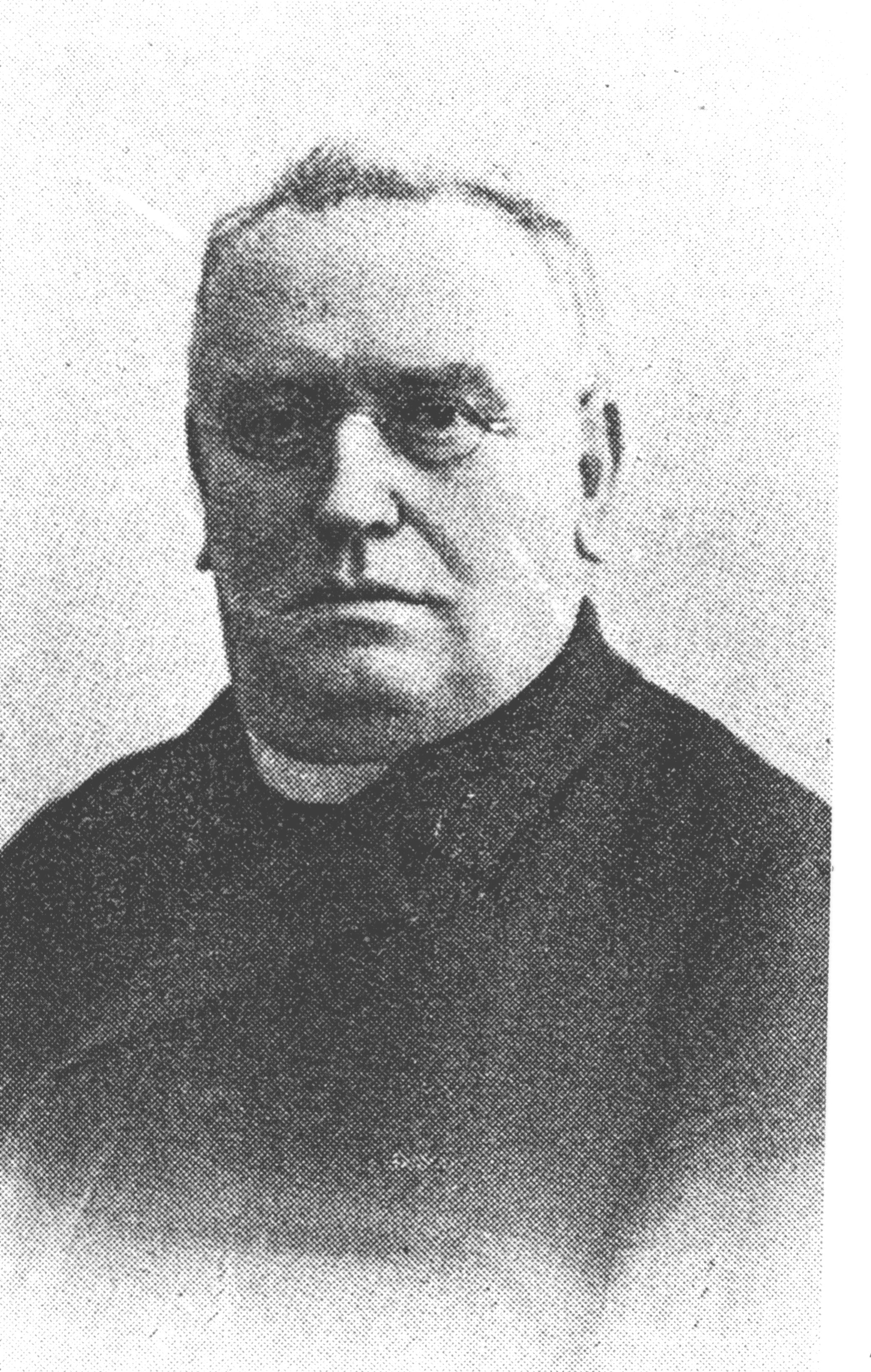
Domkapitular Bernhard Käufel

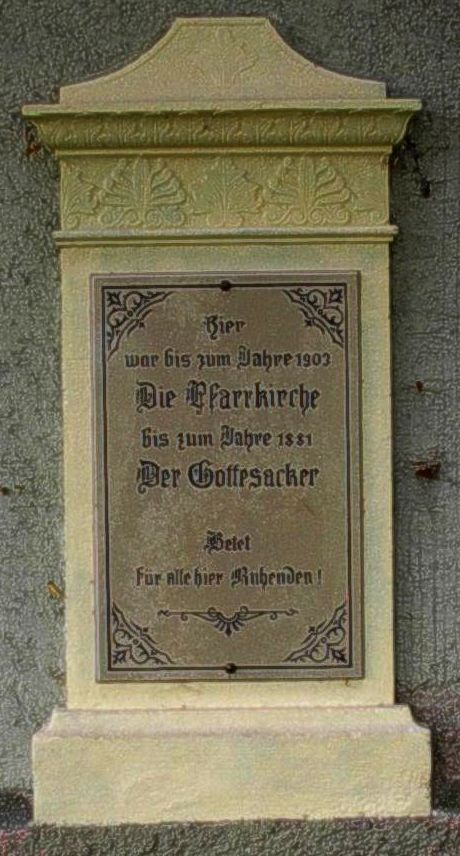
Der Gedenkstein erinnert an den Friedhof auf dem jetzigen Kapellenplatz

Zu den markantesten Persönlichkeiten, die in Weichering tätig waren, zählt wohl der Geistliche Bernhard Käufel. Für seine Verdienste in Weichering wurde ihm mit der Straßenbezeichnung „Pfarrer-Käufel-Straße“ ein Denkmal gesetzt.
Käufel wurde am 30. März 1840 als Schuhmacherssohn geboren. Er absolvierte das Gymnasium St. Stephan in Augsburg, das dortige Lyzeum und besuchte die Universität in München. Der Augsburger Bischof Pankraz von Dinkel erteilte ihm die Priesterweihe. Als Kaplan musste er verschiedene Stationen absolvieren, wie Altusried bei Kempten, St. Moritz in Augsburg. 1877 kam er als Vikar nach Griesbäckerzell und übernahm für zehn Jahre die Pfarrei Obergriesbach, dort erwarb er sich großes Ansehen und seine geistlichen Mitbrüder wählten ihn zum Kämmerer des Landkapitels Friedberg.
Am 12. Mai 1887 legte das Ordinariat Augsburg die Pfarrei Weichering in seine Hände. In den 14 Jahren, die er hier verbringen konnte, war er unermüdlich tätig. Um  die Not der Menschen zu lindern, organisierte er für den 6. Mai 1889 eine Versammlung und setzte sich für die Gründung eines „Spar & Darlehenskassenvereins“ nach dem System Raiffeisen, ein. Dies war der Grundstock für eine spätere Raiffeisenbank. Käufel wurde zum Gründungsvorstand und behielt das Amt bis zu seinem Wegzug im Jahre 1901.
Der Seelsorger wurde zum Motor der Raiffeisenbewegung, nicht nur im Landkreis, sondern auch in Schwaben und in ganz Bayern. Am 28. November 1893 ging er als stellvertretender Aufsichtsratsvorsitzender der Bayerischen Raiffeisenzentralkassen hervor. Am 10. Januar 1894 wird er zum Kreisanwalt für Schwaben gewählt, zugleich fungierte er als Obmann des Bezirkes Neuburg. Dem Geistlichen wurde auch das Amt eines Distriktschulinspektors übertragen und hatte damit die Schulaufsicht im Landkreis Neuburg.
Prinzregenten Luitpold verlieh ihm den Titel „Königlich Geistlicher Rat“. Auf ihn wartete aber noch eine schwierigere Aufgabe, nämlich das „Ewigkeitswerk“ Kirchenbau. 1894 gründete er einen Kirchenbauverein und setzte damit die finanzielle Grundlage für das große Projekt.
Am 15. Juni 1901, genau am Patrozinium, durfte Käufel den Grundstein für den Kirchenbau legen. Doch inzwischen war der Geistliche ein Inbegriff des Landkreises, er kam 1896 über die Zentrumspartei als Abgeordneter in den Bayerischen Landtag. Bis 1905 war er gewählter Vertreter des Landkreises Neuburg Stadt und Land sowie des Bezirkes Monheim.
Aber noch mitten in seiner Arbeit „Kirchenbau“ riss ihn der Augsburger Bischof, Petrus III. im Jahre 1901 heraus und holte ihn in die Diözese als Domkapitular. Sogar in Neuburg gab es unter der Anwesenheit der Prominenz eine große Abschiedsfeier. Noch einmal durfte Käufel zurück nach Weichering, er war der Festprediger bei der Einweihung der neuen Kirche am 18. Juli 1903.
Als Domkapitular lagen ihm auch weiterhin die Sorgen und Nöte der Menschen am Herzen. Jetzt wurde er zum großen Fürsprecher der Dominikanerinnen in Schlehdorf. Er hatte seine Hand im Spiel, als es ging um den Kauf des Augustiner-Chorherrnstifts in Schlehdorf. Damit verschaffte er den Dominikanerinnen ein Zuhause. Auch der Bischof schätzte seinen Einsatz und bestellte ihn zu dessen geistlichen Beirat.
Die Arbeit des Seelsorgers wurde durch viele Auszeichnungen honoriert. Die Bayerische Staatsregierung verlieh ihm den  Verdienstorden St. Michael IV. Klasse sowie die kleine und große Verdienstmedaille in Silber und Gold. Ebenso bekam er die landwirtschaftliche Jubiläumsmedaille in Silber.
Die letzten Jahre seines Lebens schränkten seine Arbeit stark ein, ein heimtückisches Leiden zehrte an seiner Arbeitskraft. Mit 71 Jahren ist Domkapitular Käufel in Augsburg gestorben. Ein großes Trauergeleite am 14. November 1911 sowie viele Nachrufe von Persönlichkeiten unterstrichen die Wertschätzung des Verstorbenen.

### Geistlicher Rat Pfarrer Paul Heggenstaller

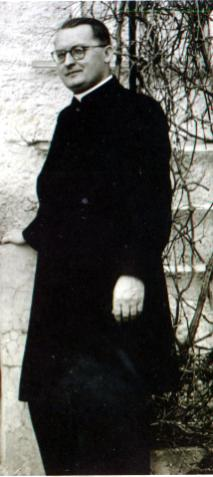
Pfarrer Paul Heggenstaller

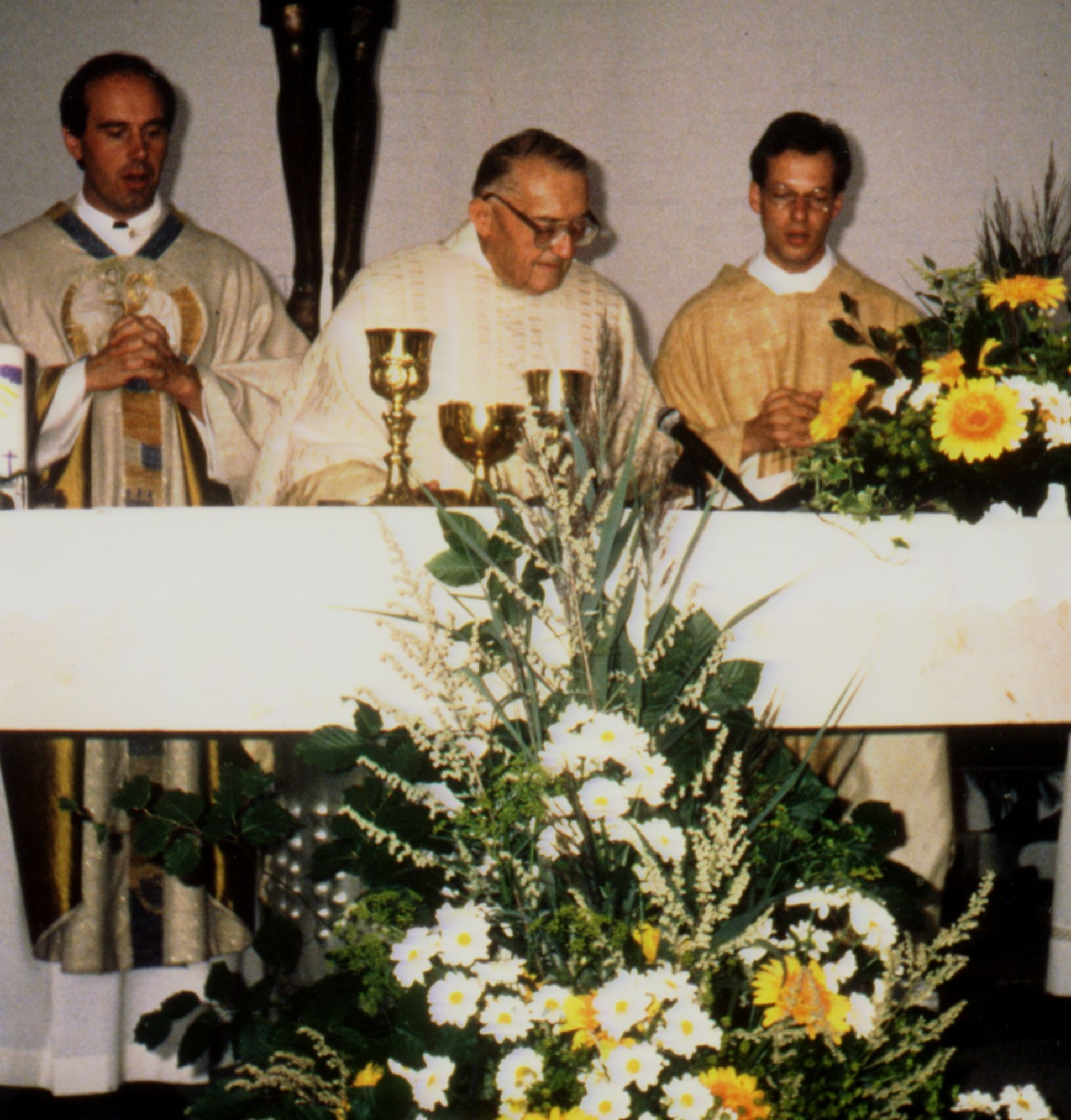
Geistlicher Rat Pfarrer Paul Heggenstaller (Mitte) zelebriert in St. Pölten Weilheim den Festgottesdienst zum 65-jährigen Priesterjubiläum

Paul Heggenstaller (* 19. September 1910 in Schrobenhausen; † 27. November 2000) war von Juni 1941 bis 1965 Pfarrer in Weichering und war daneben von 1950 bis 1965 Vikar des Kuratbenefiziums Lichtenau.
Er empfing am 22. Juli 1934 im Georgianum in München durch Bischof Joseph Kumpfmüller das Sakrament der Priesterweihe. Am 16. August 1934 wurde er Stadtkaplan von Krumbach, am 1. September 1935 Stadtkaplan in Augsburg und am 1. Mai 1938 Pfarrvikar in Ach bei Oberstaufen. Am 30. Mai 1941 übernahm er die Pfarrstelle in Weichering.
1942 wurden die Glocken für Kriegszwecke abgenommen, die Muna (Munitionsanstalt) in Weichering wurde gesprengt und damit große Schäden am Kirchendach und den Kirchenfenstern verursacht. Hingegen war 1949 die Glockenweihe, eine der ersten nach dem Krieg. 1953 feierte er das fünfzigjährige Kirchenjubiläum mit Bischof Joseph Freundorfer. 1954 ersetzte ein elektrisches Geläute den Glockenstrang, 1956 erfolgte eine große Innen- und Außenrenovierung.
Die Gemeinde schätzte die Arbeit des Seelsorgers und verlieh ihm 1956 die Ehrenbürgerrechte. Sein Porträt ist heute in der Gemeindekanzlei zu finden. 1959 feierte Pfarrer Heggenstaller mit der Gemeinde das 25-jährige Priesterjubiläum. Nach 24 Jahren in der Pfarrei Weichering wechselte er Ende 1965 nach Seeshaupt am Starnberger See und wurde dort Pfarrer. 1986 ging der Geistliche in den Ruhestand und zog sich nach St. Pölten in Weilheim zurück.

## Zwei Seelsorger aus der Pfarrei
Dass aus einer Pfarrei mehrere Geistliche hervorgehen, hat schon Seltenheitswert. Aus der Pfarrei Weichering sind, soweit bekannt, im Laufe der Jahrhunderte zwei Seelsorger hervorgegangen.

### Anton Frühtrunk
- Geboren am 11. Januar 1711 in Weichering  im späteren Anwesen Kroll. Heute steht auf dem Geburtshaus die Raiffeisenbank. Bekannt ist nur, dass der Geistliche Benefiziat in Heideck und später Pfarrer in Schwennenbach war. Frühtrunk starb 1773 in Höchstädt-Donau.

### Pater Xaver Steinherr

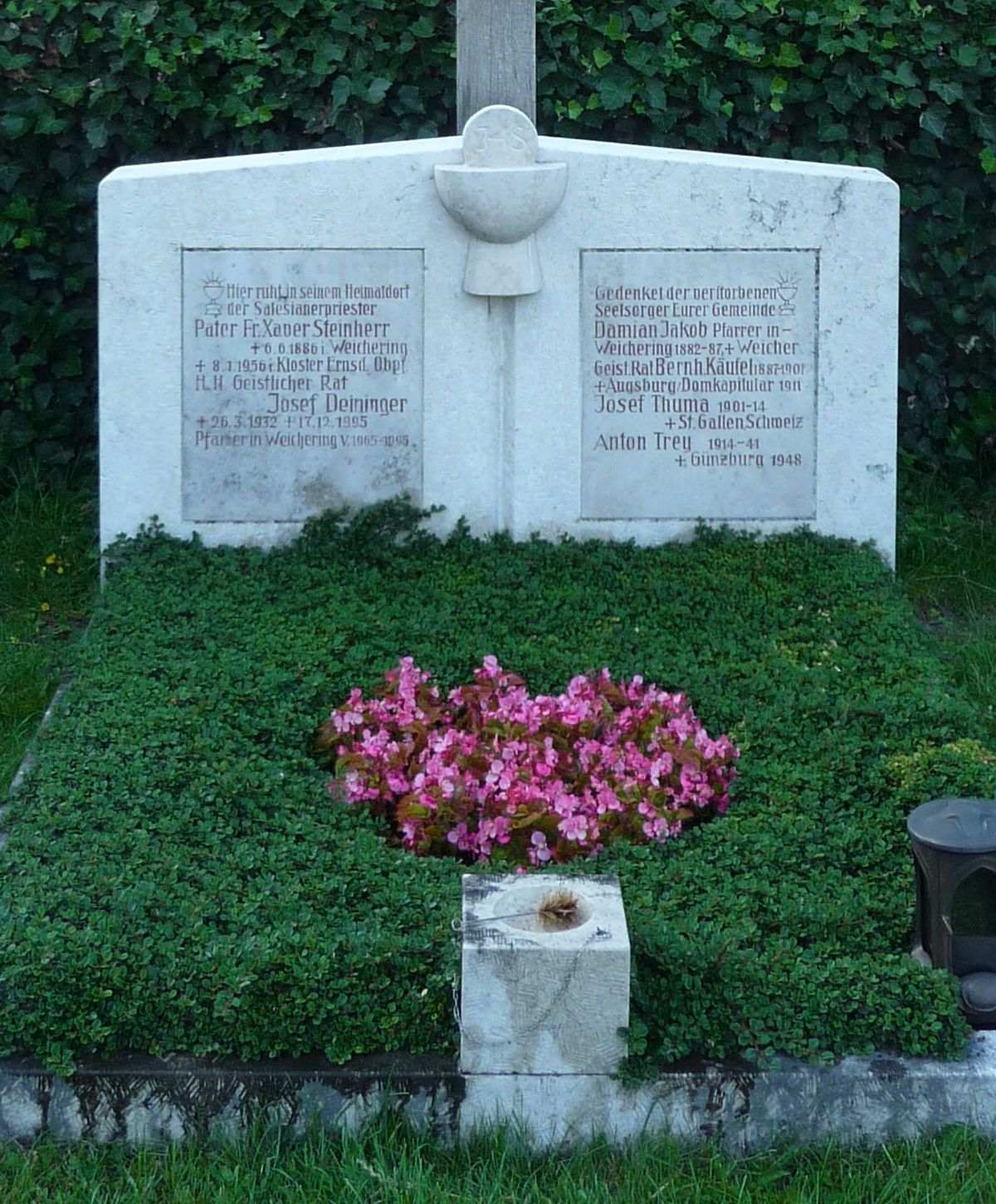
Das Priestergrab mit Pater X. Steinherr in Weichering

Xaver Steinherr SDB wurde am 6. Juni 1886 in Weichering geboren. Er erlernte ursprünglich den Beruf eines Landwirts und besuchte die Landwirtschaftsschule in Neuburg. Das Praktikum absolvierte er auf dem Gut Gruner in Thierhaupten und dem Schlossgut Tagmersheim. Anschließend fand er seine Tätigkeit bei den Missionsdominikanerinnen in Schlehdorf am Kochelsee als landwirtschaftlicher Verwalter. Das Kloster sandte den jungen Ökonomen nach Kapstadt in Afrika. Dort lernte Steinherr die Salesianer Don Boscos kennen, ging in den Orden und legte 1909 seine erste Profess ab.
Jetzt setzte sich der junge Salesianer nochmals auf die Schulbank und bereitete sich auf den Priesterberuf vor. 1914 erhielt er die Weihe zum Subdiakon und 1915 zum Diakon. Der Erste Weltkrieg behinderte ihn am Studium. Steinherr geriet in englische Kriegsgefangenschaft und verbrachte dabei die meiste Zeit auf der Insel Man in der irischen See. Als Spätberufener erhielt er im Jahre 1923 im Wiener Stephansdom durch den dortigen Fürstbischof im Januar 1923 die Priesterweihe. Am Pfingstmontag 1923 feierte der Neupriester in Weichering seine Heimatprimiz am Feldkreuz gegenüber dem alten Forsthaus. Über zehntausend Gläubige, schrieb damals die Heimatzeitung, sollen daran teilgenommen haben.
Bis 1929 wirkte Pater Steinherr mit großem Eifer als Präfekt im Haus der Salesianer in Unterwaltersdorf in Niederösterreich. Jetzt kam er als Ökonom und Beichtvater nach Helenenberg in Österreich. Weitere Wirkungsstätten waren Benediktbeuern, Ensdorf, Buxheim und Regensburg. Bei den Mariahilfschwestern in Eschelbach wurde er für die Haushaltsschülerinnen als Religionslehrer eingesetzt. Wegen eines Herzleidens musste er sich 1955 in das Kloster Ensdorf zurückziehen und starb dort 1956 im Alter von 70 Jahren. Auf seinen eigenen Wunsch wurde er in Weichering beerdigt. Auf dem Priestergrab ist er verewigt.
Trotz seiner vielen Wirkungsstätten hat Pater Steinherr seine Heimatgemeinde nie aus den Augen gelassen, sondern unterstützte sie bei verschiedenen Angelegenheiten.  Er war der große Vermittler der Glocken nach dem letzten Weltkrieg. Dafür wurde sein Name auch in die Marienglocke als Wohltäter eingegossen. Der Seelenhirte bemühte sich nach dem letzten Weltkrieg aber auch um die neuen Kirchenfenster, die durch Kriegseinwirkungen zerstört waren. Die Gemeinde dankte dem Seelsorger mit der Straßenbezeichnung "Pater-Steinherr-Straße".